# 墨西哥真鮰
墨西哥真鮰為輻鰭魚綱鯰形目北美鯰科的其中一種，被IUCN列為次級保育類動物，於1904年由Seth Eugene Meek描述，分布於中美洲墨西哥的淡水流域。

## 擴展閱讀
維基物種上的相關：墨西哥真鮰